# محول مثلثي نجمي

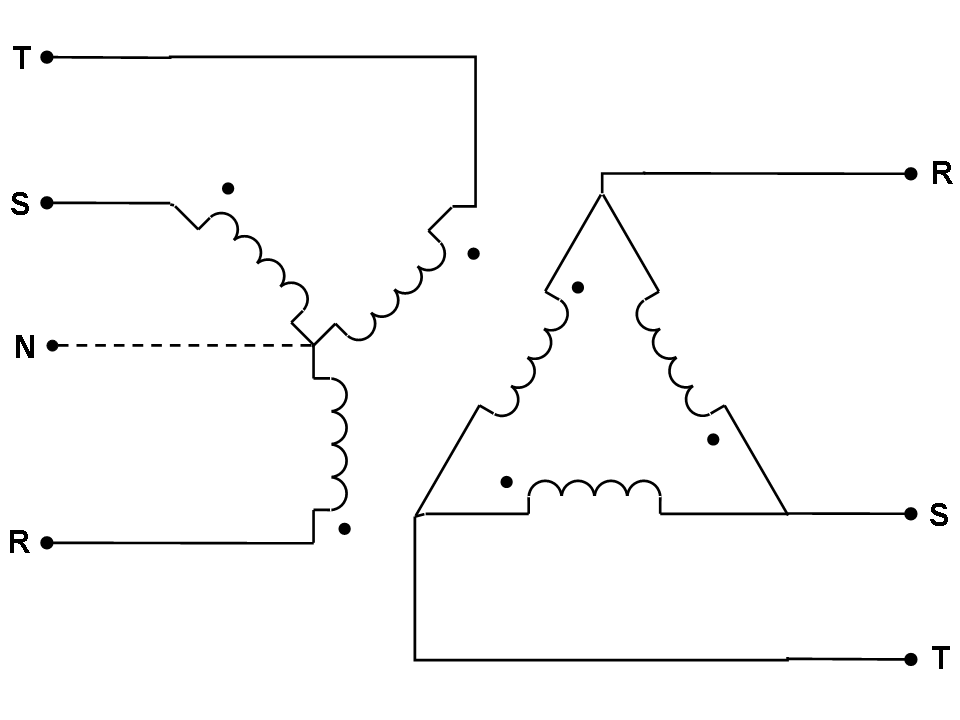
مخطط لمحول دلتا ستار

إحدى مخططات محولات دلتا ستار.

محول دلتا ستار، هو محول طاقة كهربائية ثلاثي الأطوار، توصل ملفاته الابتدائية بتوصيلة دلتا والثانوية بتوصيلة ستار. يمكن توفير سلك نيوترال (محايد) من توصيلة دلتا الخاصة بالملفات الابتدائية. قد يكون المحول إما محول ثلاثي الطور أو ثلاث محولات أحادية الطور.

## الإنتشار
هذه المحولات شائعة جدا في المواقع السكنية، التجارية، الصناعية والأماكن عالية الكثافة السكانية لتوفير الطاقة الكهربائية ثلاثية الطور. لكنها غير شائعة في جهود النقل العالية (138 كيلوفولت أو أكثر) بسبب ارتفاع تكلفة العزل بالمقارنة مع توصيلة ستار.

## مثال
على سبيل المثال، محول توزيع ملفاته الابتدائية موصلة دلتا يعمل على 11 كيلوفولت ثلاثي الطور بلا سلك محايد أو أرضي، ملفاته الثانوية موصلة ستار توفر 415 فولت ثلاثي الطور مع فرق جهد 240 فولت بين كل طور والطرف المحايد المؤرض.

## المميزات والعيوب
تسمح توصيلة دلتا للتيارات ثلاثية النغمات من الدخول في المحول، لكنها تمعنها من الوصول لخط الإمداد.
تقدم محولات دلتا ستار إزاحة طور بإحدى هذه القيم 30، 150، 270 أو 330، وبالتالي لا يمكن ربطها مع محولات ستار ستار أو حتى دلتا دلتا لكن يمكن ربطها مع محولات من نفس النوع (دلتا ستار) أو ستار دلتا مع بعض التعديلات.